# György Fejér

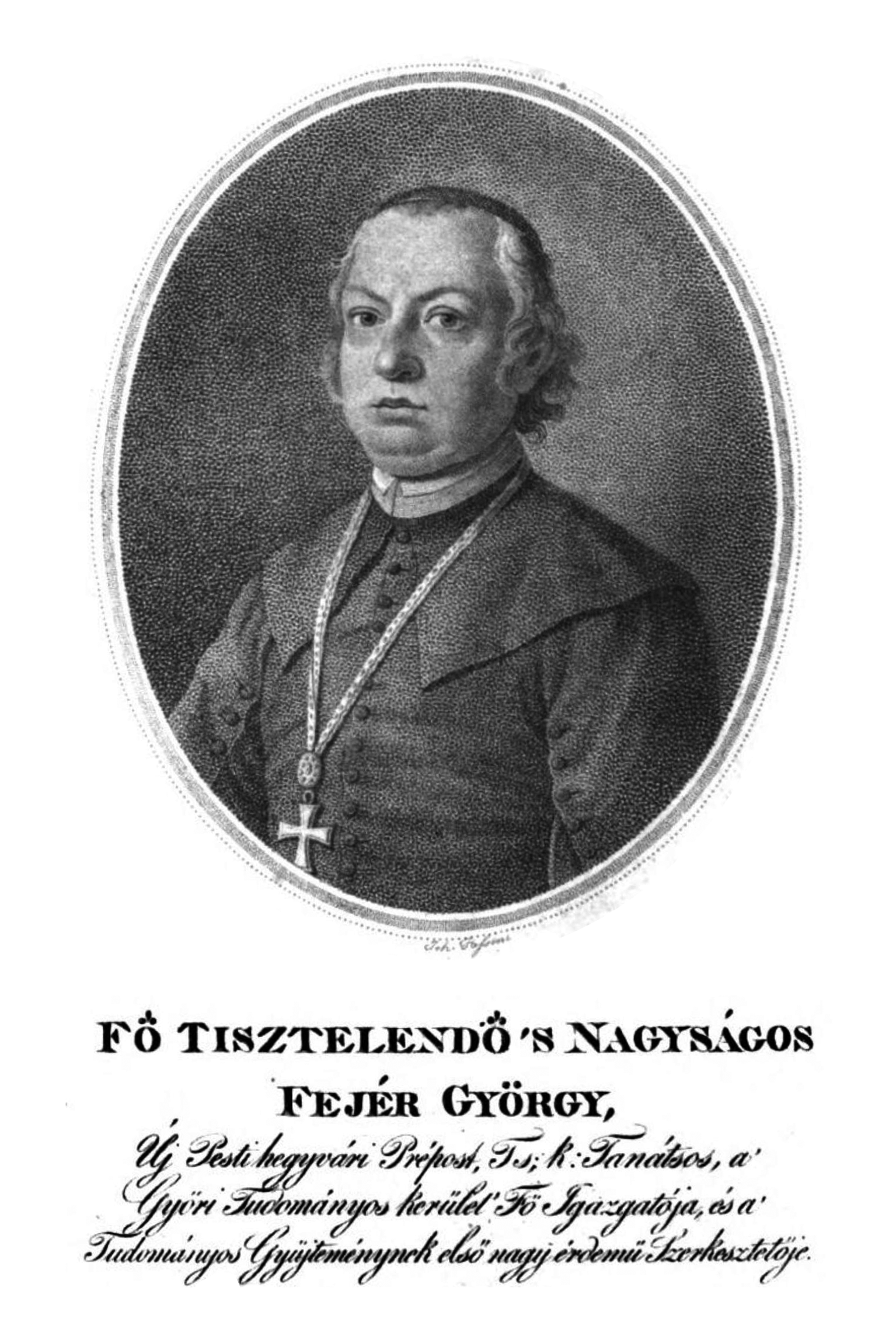

György Fejér, född 23 april 1766 i Keszthely, död 2 juli 1851 i Pest, var en ungersk teolog och historiker.
Fejér var 1824-43 bibliotekarie vid universitetet i Pest. Han var en av Ungerns lärdaste män och utvecklade en utomordentligt stor, framför allt historisk skriftställarverksamhet. Hans förnämsta verk är Codex diplomaticus Hungariæ (43 band, 1829-44).